# Spindasis takanonis
Spindasis takanonis är en fjärilsart som beskrevs av Matsumura 1906. Spindasis takanonis ingår i släktet Spindasis och familjen juvelvingar. Inga underarter finns listade i Catalogue of Life.